# Aspach (Haut-Rhin)
Aspach település Franciaországban, Haut-Rhin megyében. Lakosainak száma 1141 fő (2022. január 1.). Aspach Carspach, Altkirch, Heidwiller, Tagolsheim és Walheim községekkel határos.

## Népesség
A település népességének változása:
| Lakosok száma | 1150 | 1135 | 1128 | 1124 | 1120 | 1127 | 1134 | 1141 |
|               | 2013 | 2015 | 2017 | 2018 | 2019 | 2020 | 2021 | 2022 |